# Institut national d'art dramatique (Australie)
L'Institut national d'art dramatique (en anglais, National Institute of Dramatic Art, NIDA) est un institut fédéral australien de formation aux métiers du théâtre, du cinéma et de la télévision. Il est situé à Kensington dans la banlieue de Sydney. Il dépend du ministère fédéral de l'Environnement, de l'Eau, du Patrimoine et des Arts. Il est situé à proximité immédiate et travaille en relation étroite avec l'université de Nouvelle-Galles du Sud. Il est membre de l'« Australian Roundtable for Arts Training Excellence ». 

## Histoire
Créé en 1958, l'Institut national d'art dramatique a ouvert ses portes en 1959 avec seulement 23 étudiants et deux enseignants. Il n'offrait que des cours de formation au métier d'acteur. Au fil des années, s'y sont ajoutés des cours dans des domaines aussi variés que la réalisation cinématographique, la conception, la mise en scène, la direction de théâtre et l'art. 

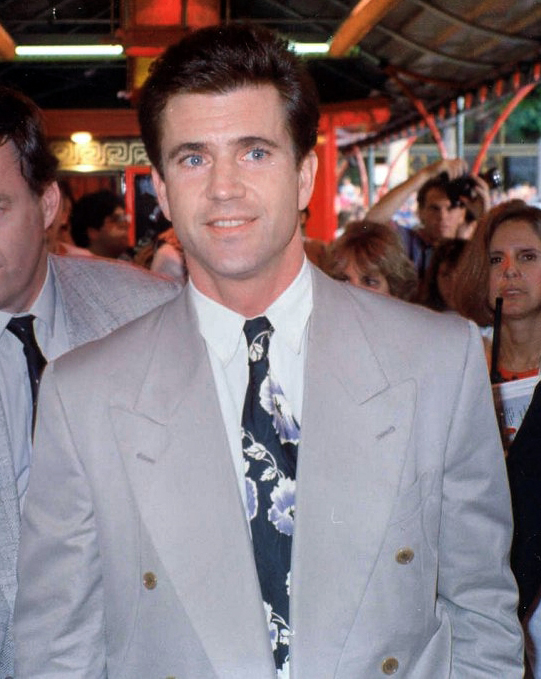
Mel Gibson, alumnus.

## Admission
L'admission est extrêmement sélective et les auditions très concurrentielles: en moyenne, seulement un candidat sur cent est accepté. Chaque année l'école admet environ 24 élèves-acteurs, 13 élèves réalisateurs, 8 élèves concepteurs, 4 étudiants accessoiristes et 4 étudiants concepteurs de costumes. Tous les deux ans, jusqu'à trois personnes sont généralement admises pour suivre les cours de mise en scène. 
Les élèves obtiennent leur diplôme au bout de trois années d'enseignement supérieur et travaillent sur le marché national et international.

## Campus
En avril 2002, le nouveau complexe a été inauguré. Il comprend : 
- une salle de théâtre de 725 places avec un parterre, deux galeries, une grande scène, des cintres et une fosse d'orchestre (Parade Theatre)
- une salle de théâtre polyvalente modulable, Coin 155, avec une mezzanine très inclinée (Parade Playhouse, anciennement Théâtre NIDA)
- deux espaces intimes de 80 à 120 places avec arrangement de sièges adaptable (Studio Parade et Espace)
- Reg Grundy Studio pour la production et la réalisation de films pour le cinéma et la télévision
- une nouvelle bibliothèque recevant les livres, vidéos, CD, autres supports audio-visuels se rapportant aux métiers de l'art
- des salles de répétition nouvelles actions de formation, en dehors de la location, et de Nida performance de l'entreprise et des cours ouverts de programme.
- un espace d'accueil pour les grandes occasions telles que les lancements de produits, les conférences et les dîners assis pour 300 personnes.
- les ateliers d'accessoires et de costumes pour la réalisation des productions de l'école
- des studios d'éclairage et de son pour la formation des étudiants

## Anciens élèves
Principaux anciens élèves de l'école : 
- Alex O'Loughlin
- Anna Torv
- Luke Hemsworth
- Baz Luhrmann
- Bojana Novakovic
- David Berry
- Essie Davis
- Cate Blanchett
- Charles Mesure
- Sébastien Cipolla
- Claire van der Boom
- David Lyons
- Emilie de Ravin
- Alex Russell
- Hugo Weaving
- Ian Stenlake
- Jacqueline McKenzie
- Jessica Marais
- Judy Davis
- Julia Billington
- Mel Gibson
- Miranda Otto
- Pamela Stephenson
- Richard Roxburgh
- Sam Worthington
- Simon Baker
- Steve Bisley
- Susie Porter
- Tom Burlinson
- Toni Collette
- Sarah Snook
- Yael Stone
- Monique Riley